# Saint-Sébastien-d'Aigrefeuille
Saint-Sébastien-d'Aigrefeuille es una comuna francesa situada en el departamento de Gard, en la región de Occitania.

## Demografía
| 368 | 173 | 228 | 270 | 357 | 434 | 510 |
| Para los censos de 1962 a 1999 la población legal corresponde a la población sin duplicidades (Fuente: INSEE [Consultar]) |     |     |     |     |     |     |